# Кривцовское сельское поселение (Белгородская область)
Кривцо́вское се́льское поселе́ние — упразднённое муниципальное образование в Яковлевском районе Белгородской области,
Административный центр — село Кривцово.
Поселение было расположено в 35 км от районного центра — города Строитель и в 11 км от железнодорожной станции Гостищево.
19 апреля 2018 года упразднено при преобразовании Яковлевского района в городской округ.

## История
В XIX веке на территории Кривцовского сельского поселения находились Новооскоченская и Сабынинская волости.
Новооскоченская волость включала в себя 9 селений: село Кривцово, деревня Стрельниково, село Верхний Ольшанец, село Ново-Оскочное, село Казачье, деревня Выползовка, село Ржавец, село Новый Редкодуб, деревня Кураковка.
Кривцовское сельское поселение образовано 20 декабря 2004 года в соответствии с Законом Белгородской области № 159. 30 декабря 2010 года в соответствии с Законом Белгородской области № 17 из состава Кривцовского сельского поселения было выделено Саженское сельское поселение.

## Население
| 2010 | 2011  | 2012 | 2013 | 2014 | 2015 | 2016 |
| ---- | ----- | ---- | ---- | ---- | ---- | ---- |
| 1434 | ↘1428 | ↘991 | ↘973 | ↗981 | ↗993 | ↘950 |
| 2017 | 2018  |      |      |      |      |      |
| ↘943 | ↘923  |      |      |      |      |      |

## Состав сельского поселения
| № | Населённый пункт | Тип населённого пункта       | Население |
| - | ---------------- | ---------------------------- | --------- |
| 1 | Верхний Ольшанец | село                         | ↘231      |
| 2 | Кривцово         | село, административный центр | ↗602      |
| 3 | Новооскочное     | село                         | ↘27       |
| 4 | Сабынино         | село                         | ↘176      |
| 5 | Стрельников      | хутор                        | →0        |

## Инфраструктура
- Кривцовская школа;
- Детский сад;
- 3 фельдшерско-акушерских пункта;
- 2 библиотеки.

## Культура
Дом культуры в селе Кривцово, клуб в селе Ольшанец.
На территории поселения находится 15 памятников в честь односельчан, павших в боях за Родину.